# 福島県道122号梁川霊山線
福島県道122号梁川霊山線（ふくしまけんどう122ごう やながわりょうぜんせん）は、福島県伊達市にある一般県道である。

## 路線概要
- 起点：伊達市梁川町幸町
- 終点：伊達市霊山町掛田字下川原
- 総延長：8.256 km[1]
  - 実延長：総延長に同じ
- 路線認定年月日：1959年8月31日[2]

### 重用路線
- 福島県道150号伊達霊山線（伊達市保原町金原田字菖蒲沢～同市霊山町山野川字沼ノ江）

### 道路施設
新田陸橋
- 全長：63.0m
- 幅員：13.0m
- 竣工：1974年[3]

梁川町字青葉町から字五反田を経て梁川町新田字堤下、字屋敷通に至り、阿武隈急行線を渡る。

## 通過する自治体
- 福島県
  - 伊達市

## 接続・交差する道路
- 国道349号（福島県道31号浪江国見線重用区間）（梁川町幸町 起点）
- 福島県道150号伊達霊山線 伊達方面（保原町金原田字菖蒲沢）
- 福島県道387号飯坂保原線（保原町金原田字中屋敷）
- 福島県道150号伊達霊山線 霊山方面（霊山町山野川字沼ノ江）
- 宮城県道・福島県道45号丸森霊山線（霊山町掛田字下川原 終点）

## 沿線
- 阿武隈急行梁川駅
  - 阿武隈急行梁川車両基地
- 赤坂の里森林公園
- 伊達市立掛田小学校
- 伊達市立霊山中学校